# Unteres Tal/Haldenrain
Das Naturschutzgebiet (NSG) Unteres Tal/Haldenrain liegt am linken Neckarufer zwischen Ingersheim und Mundelsheim im Landkreis Ludwigsburg in Baden-Württemberg und hat eine Größe von 18,5 ha.
Das im Naturraum Neckarbecken gelegene NSG liegt zu rund 70 % auf Ingersheimer und zu rund 30 % auf Mundelsheimer Gemeindegebiet. Es umfasst das Feuchtgebiet im Gewann Unteres Tal und den bewaldeten Steilhang Haldenrain.
Von den 1930er bis in die 1960er Jahre wurde im Gewann Unteres Tal Kies gebaggert. Die Kiesgruben im südlichen Teil verfüllte man mit Klärschlamm. Auf den Schlamm konnte anfangs keine tragende Deckschicht aufgebracht werden, weshalb man Abfälle der Linoleum-Werke aus dem nahen Bietigheim-Bissingen ablagerte. In der Folgezeit war jedoch trotz folgendem Humusauftrag keine geordnete landwirtschaftliche Nutzung möglich, das Terrain setzte sich und wölbte sich auf. Das Land Baden-Württemberg kaufte im Jahr 1976 einen Bereich im nördlichen Teil. In diese Kiesgruben war bis 1976 nur Schlamm eingebracht worden, ohne dass danach eine der weiteren Maßnahmen erfolgt wäre. In den darauf folgenden Jahren kaufte das Land weitere Flächen auf und begann mit Pflegemaßnahmen; man legte eine Wasserfläche an, fällte Bäume und bepflanzte das Terrain. Schließlich wurde 1987 das Naturschutzgebiet eingerichtet.
Das Feuchtbiotop ersetzt heute die inzwischen weggefallenen Auen am Neckar. Die mit Röhricht und Ufergehölz bewachsenen und zwischen zehn und 80 cm tiefen Baggerseen bieten verschiedenen Wasservögelarten Versteck- und Brutmöglichkeiten. Außerdem nutzen seltene Vögel das Gebiet während des Vogelzugs und zur Überwinterung.
Auf dem unmittelbar westlich und nördlich an das Gewann Unteres Tal angrenzende Steilhang Haldenrain wurden früher teilweise Steine gebrochen und es wurde Wein angebaut. Die Muschelkalk-Steinbrüche waren bis zum Ende des Ersten Weltkriegs in Betrieb; die Weinberge im nördlichen Bereich des Schutzgebietes wurden bis in die 1950er Jahre bewirtschaftet. Der artenreiche Sukzessions-Laubwald birgt im nördlichen Bereich noch recht gut erhaltene Trockenmauern, er ist jünger als der südliche Waldteil, wo sich nur noch Reste von Mauern finden lassen.
Zusammen bilden die Gebiete des Feuchtbiotops und des bewaldeten Steilhangs eine Biozönose, die sich im weiteren Umkreis so nicht findet lässt.
Als Schutzzweck wird in der Verordnung über das Naturschutzgebiet angegeben:
- für das Untere Tal die Erhaltung einer artenreichen, gebietsspezifischen Tier- und Pflanzenwelt sowie
- für den bewaldeten Steilhang Haldenrain die Sicherung artenreicher, extensiv genutzter Laubwälder als Lebensräume der charakteristischen Flora und Fauna.